# FCC-Klasse Andes
Die Ferrocarril Central del Peru (FCC), eine Tochtergesellschaft der Peruvian Corporation, die früher die Bahnstrecke Lima–La Oroya betrieb, ließ 1935 bei Beyer-Peacock die ersten Exemplare von speziell für die Hochgebirgsstrecke mit ihren Steigungen von bis zu 45 ‰ entworfenen Dampflokomotiven bauen. Die Maschinen mit der Achsfolge 1'D waren die ersten Lokomotiven die auf dieser schwierigen Strecke zufriedenstellende Ergebnisse brachten. Bis 1951 entstanden insgesamt 29 Exemplare dieser Baureihe, die als Andes-Class (deutsch: Anden-Klasse) bezeichnet wurden. Sie hatten anfangs die Nummern 40 bis 68, später 200 bis 228.
Fünf baugleiche Lokomotiven schaffte auch die Ferrocarril de Cerro de Pasco für die von ihr betriebene Bahnstrecke La Oroya–Cerro de Pasco an.
20 fast baugleiche Maschinen mit etwas größeren Treibrädern hatte die Ferrocarril del Sur del Perú (FCS) im Einsatz, die damals ebenfalls der Peruvian Corporation gehörte.
Die Lokomotive Nummer 206 (ursprünglich 46) ist erhalten geblieben und wurde lange Zeit vor Sonderzügen eingesetzt. Seit einigen Jahren steht sie auf einem Abstellgleis in San Bartolomé. Sie gehört derzeit der Ferrocarril Central Andino (FCCA) die seit 1999 die Strecke betreibt.